# 天外天屋顶夜花园
天外天屋顶夜花园，又名天外天屋顶花园、劝业场屋顶花园和劝业场屋顶游艺场，是位于天津劝业场楼顶的综合性游艺场。

## 沿革
天外天坐落于天津劝业场六楼屋顶露台和七楼平台，是劝业场“八大天”中营业面积最大的一处，也是当时天津规模最大的屋顶游艺场，场内设有露天电影、杂耍、曲艺、戏曲等演出，还设有茶座餐饮供游人憩息。
游艺场1929年6月开业，每年夏季6月至9月开放，举办消夏晚会，营业时间从傍晚到午夜；门票采通票制，票价二角（在各区或附近商家代售点仅售一角八分），凭票入场可随意观看演出。天外天所在的劝业场地处天津繁华地带，交通便利，又兼天外天游乐项目多样且票价低廉，因而游人到此登高观赏街市夜景、消暑纳凉，人流涌动，与当时中原百货的屋顶游艺场成对峙之势。
1937年抗日战争爆发后，日军占领天津，天外天几度被勒令暂停营业。中华人民共和国成立后，到20世纪50年代末，天外天再度恢复开放，内设曲艺、杂技、魔术、相声、京剧和电影等表演，天津市曲艺团等当地多个表演团体都在此演出，马三立、小彩舞、常连安等著名演员也都曾在此登台。20世纪60年代中期，天外天停办。
2024年10月，劝业场大楼保护修缮工程启动，天外天亦在复原修缮计划之列。